# 陈联群
陈联群（1954年—），河北威县人，汉族，中华人民共和国政治人物、第十一届全国人民代表大会河北地区代表。
毕业于中央党校函授研究生班科学社会主义专业。加入中共，担任河北省邢台医学高等专科学校教授。2008年起担任全国人大代表。